# Krzysztof Wodniczak
Krzysztof Wodniczak (ur. 28 września 1946 w Ostrowie Wielkopolskim) – polski dziennikarz.

## Życiorys
Studiował socjologię na Uniwersytecie im. A. Mickiewicza w Poznaniu. W latach 1968–1976 należał do Klubu Dziennikarzy Studenckich. Współpracował z wieloma dziennikami, tygodnikami i miesięcznikami m.in. Dzisiaj, Gazetą Poznańską, Sztandarem Młodych, Tydzień oraz Nurtem i Jazzem. Założyciel kwartalnika muzycznego „M – jak muzyka”, miesięcznika „Music Globe” i magazynu „Brzmienia”.
Pomysłodawca i organizator cyklicznych imprez i festiwali. Dziennikarz i współorganizator
„Wielkopolskich Rytmów Młodych” w Jarocinie, które później przerodziły się w jarociński festiwal rockowy, a także Reggae nad Wartą i Country nad Wartą, „Dobry wieczór Mr Blues”, „Poznańskie Muzykalia” czy „Muzyka w poznańskiej Farze”.
Jest również producentem fonograficznym m.in. Tadeusza Nalepy, Jerzego Kosseli, pierwszego na świecie wydawnictwa muzycznego „Pieśni nad pieśniami” Salomona, Looking East Poland – Synthesier Music From Poland (m.in. Biliński, Goc, Komenderek, Niemen) oraz zespołów  Non Iron, Konsonans oraz międzynarodowej grupy gospel Vinesong.
Jest redaktorem naczelnym magazynu muzycznego „Brzmienia”, jednym z pomysłodawców Polskiego Towarzystwa Artystów, Autorów, Animatorów Kultury PTAAAK, wiceprezesem Katolickiego Stowarzyszenia Dziennikarzy i koordynatorem Wielkopolskiego Porozumienia Dziennikarzy.